# دوغلاس هاجرمان
دوغلاس هاجرمان (بالإنجليزية: Douglas Hagerman)‏ هو محامي أمريكي، ولد في 1960.